# 潞城区
潞城区是中华人民共和国山西省长治市的一个市辖区。位于山西东南部、浊漳河流域。面积612.5平方公里，區人民政府駐潞華街道城內正街16號。

## 历史
殷商时，微子封于微地，称“微子国” ，即今山西省潞城市东北部（其封地后迁徙至今山东省梁山西北一带，参见“微子”），现存一镇名叫“微子镇”（镇上有一地名叫“比干岭”）。
西周时，此地有“潞子国”。
春秋时，此地属“潞子婴儿国”。“潞”来源于当地一条河的名字“潞水”。
秦时置“潞县”，归上党郡管理。
汉为“潞县”。
北魏时太平真君十一年（450年）废“潞县”改置“刈陵县”，属上党郡，后属襄垣郡。
隋开皇十六年（596年），废“刈陵县”，始称“潞城县”。
此后，历史上宋、元、明、清时期皆为“潞城县”。
1954年与长治县合并，称为“潞安县”。
1958年撤消“潞安县”，两地分别划归长治市和黎城县。
1962年，合并长治市的原潞城县部分行政区域，恢复设置，仍称“潞城县”。
1994年4月26日，潞城县撤县设市，改称“潞城市”。
2018年6月19日，国务院批准撤销潞城市，设立长治市潞城区；11月23日，潞城区正式挂牌成立。

## 人口
根據第七次人口普查數據，截至2020年11月1日零時，潞城區常住人口為219256人。
2010年第六次全国人口普查潞城市常住人口226874人。

## 地理
全境地势较平，中部稍高，东西两侧稍低。

## 行政区划
潞城区下辖2个街道办事处、5个镇、2个乡：
潞华街道、成家川街道、翟店街道、店上镇、微子镇、辛安泉镇、史回镇和黄牛蹄乡。

## 交通
- 铁路：邯长铁路（邯郸－长治）潞城站、微子镇站
- 公路： 青兰高速、 长治绕城高速公路、 207国道、 309国道、 341国道、 102省道、 324省道

## 经济
潞城市以矿业及其相关工业最为突出，有石灰岩，石膏矿，白云岩，水泥粘土，陶瓷粘土，砖瓦粘土，硫磺矿，冰洲石（无色透明纯净的方解石），铁矿，铜矿等矿产。潞城市辖区内有王曲电厂、山西天脊煤化工集团有限公司等知名企业。
潞城市2012年GDP约为97.00亿元 。

## 典故
志怪故事《潞令》出自于《聊斋志异》，讲述了一个名叫宋国英的县令，视百姓如“草芥”和“贪暴不仁”的为官之道，最终被夺去性命的故事，故事的背景即发生在潞城县。

## 风景名胜
- 全国重点文物保护单位：原起寺、东邑龙王庙、李庄文庙、李庄武庙
- 山西省文物保护单位：合室遗址、潞城文庙、潞河古城及墓地
- 潞城区文物保护单位